# 范吉利斯·曼察里斯
范吉利斯·曼察里斯（希臘語：Ευάγγελος "Βαγγέλης" Μάντζαρης；1990年4月16日—）是一位希臘籃球運動員。他現在效力於希臘籃球甲級聯賽球隊奧林匹亞科斯籃球俱樂部。他也代表希臘國家籃球隊參賽，參加了2014年籃球世界杯的比賽。